# Píritu
Píritu (Puerto Píritu) – miasto w Wenezueli, w stanie Anzoátegui, siedziba gminy Fernando de Peñalver.
Według danych szacunkowych na rok 2015 liczy 57 100 mieszkańców.